# Оскар (кинопремия, 1956)
28-я церемония вручения наград премии «Оскар» за заслуги в области кинематографа за 1955 год состоялась 21 марта 1956 года в RKO Pantages Theatre (Голливуд, Калифорния). Номинанты были объявлены 18 февраля 1956 года.
Лучшим фильмом года стала кинокартина Делберта Манна «Марти», получившая этим вечером 4 «Оскара».

## Фильмы, получившие несколько номинаций
| Фильм                                       | номинации | награды |
| ------------------------------------------- | --------- | ------- |
| • Марти                                     | 8         | 4       |
| • Любовь — самая великолепная вещь на свете | 8         | 3       |
| • Татуированная роза                        | 8         | 3       |
| • Пикник                                    | 6         | 2       |
| • Люби меня или покинь меня                 | 6         | 1       |
| • Оклахома!                                 | 4         | 2       |
| • К востоку от рая                          | 4         | 1       |
| • Я буду плакать завтра                     | 4         | 1       |
| • Школьные джунгли                          | 4         | -       |
| • Парни и куколки                           | 4         | -       |
| • Мистер Робертс                            | 3         | 1       |
| • Прерванная мелодия                        | 3         | 1       |
| • Поймать вора                              | 3         | 1       |
| • Плохой день в Блэк Роке                   | 3         | -       |
| • Человек с золотой рукой                   | 3         | -       |
| • Бунтарь без причины                       | 3         | -       |
| • Длинноногий папочка                       | 3         | -       |
| • Мосты у Токо-Ри                           | 2         | 1       |
| • Лицо Линкольна (док.)                     | 2         | 1       |
| • Лето                                      | 2         | -       |
| • Всегда хорошая погода                     | 2         | -       |
| • Королева пчёл                             | 2         | -       |
| • Битва при Геттисберге (док.)              | 2         | -       |

## Список лауреатов и номинантов
★ Лауреаты выделены отдельным цветом. 

### Основные категории
| Категории                                                                    | Лауреаты и номинанты                                                                      | Лауреаты и номинанты                                                |
| ---------------------------------------------------------------------------- | ----------------------------------------------------------------------------------------- | ------------------------------------------------------------------- |
| Лучший фильм                                                                 | ★ Марти (продюсер: Гарольд Хект)                                                          | ★ Марти (продюсер: Гарольд Хект)                                    |
| Лучший фильм                                                                 | • Любовь — самая великолепная вещь на свете (продюсер: Бадди Адлер)                       |                                                                     |
| Лучший фильм                                                                 | • Мистер Робертс (продюсер: Лелэнд Хейуорд)                                               |                                                                     |
| Лучший фильм                                                                 | • Пикник (продюсер: Фред Колмар)                                                          |                                                                     |
| Лучший фильм                                                                 | • Татуированная роза (продюсер: Хэл Б. Уоллис)                                            |                                                                     |
| Лучший режиссёр                                                              | ★ Делберт Манн за фильм «Марти»                                                           | ★ Делберт Манн за фильм «Марти»                                     |
| Лучший режиссёр                                                              | • Джон Стёрджес — «Плохой день в Блэк Роке»                                               |                                                                     |
| Лучший режиссёр                                                              | • Элиа Казан — «К востоку от рая»                                                         |                                                                     |
| Лучший режиссёр                                                              | • Джошуа Логан — «Пикник»                                                                 |                                                                     |
| Лучший режиссёр                                                              | • Дэвид Лин — «Лето»                                                                      |                                                                     |
| Лучший актёр                                                                 |                                                                                           | ★ Эрнест Боргнайн — «Марти» (за роль Марти Пилетти)                 |
| Лучший актёр                                                                 | • Джеймс Кэгни — «Люби меня или покинь меня» (за роль Мартина Снайдера)                   |                                                                     |
| Лучший актёр                                                                 | • Джеймс Дин (посмертно) — «К востоку от рая» (за роль Кэла Траска)                       |                                                                     |
| Лучший актёр                                                                 | • Фрэнк Синатра — «Человек с золотой рукой» (за роль Фрэнки Макине)                       |                                                                     |
| Лучший актёр                                                                 | • Спенсер Трейси — «Плохой день в Блэк Роке» (за роль Джона Дж. Макриди)                  |                                                                     |
| Лучшая актриса                                                               |                                                                                           | ★ Анна Маньяни — «Татуированная роза» (за роль Серафины Делла Розы) |
| Лучшая актриса                                                               | • Сьюзен Хэйворд — «Я буду плакать завтра» (за роль Лиллиан Рот)                          |                                                                     |
| Лучшая актриса                                                               | • Кэтрин Хепбёрн — «Лето» (за роль Джейн Хадсон)                                          |                                                                     |
| Лучшая актриса                                                               | • Дженнифер Джонс — «Любовь — самая великолепная вещь на свете» (за роль д-ра Хан Суйин)  |                                                                     |
| Лучшая актриса                                                               | • Элинор Паркер — «Прерванная мелодия» (за роль Марджори Лоуренс)                         |                                                                     |
| Лучший актёр второго плана                                                   |                                                                                           | ★ Джек Леммон — «Мистер Робертс» (за роль Фрэнка Палвера)           |
| Лучший актёр второго плана                                                   | • Артур Кеннеди — «Суд» (за роль Берни Кастла)                                            |                                                                     |
| Лучший актёр второго плана                                                   | • Джо Мантелл — «Марти» (за роль Энджи)                                                   |                                                                     |
| Лучший актёр второго плана                                                   | • Сэл Минео — «Бунтарь без причины» (за роль Джона «Плато» Кроуфорда)                     |                                                                     |
| Лучший актёр второго плана                                                   | • Артур О’Коннелл — «Пикник» (за роль Ховарда Бевенса)                                    |                                                                     |
| Лучшая актриса второго плана                                                 |                                                                                           | ★ Джо Ван Флит — «К востоку от рая» (за роль Кейт)                  |
| Лучшая актриса второго плана                                                 | • Бетси Блэр — «Марти» (за роль Клары Шнайдер)                                            |                                                                     |
| Лучшая актриса второго плана                                                 | • Пегги Ли — «Блюз Пита Келли» (за роль Розы Хопкинс)                                     |                                                                     |
| Лучшая актриса второго плана                                                 | • Мариза Паван — «Татуированная роза» (за роль Розы Делла Розы)                           |                                                                     |
| Лучшая актриса второго плана                                                 | • Натали Вуд — «Бунтарь без причины» (за роль Джуди)                                      |                                                                     |
| Лучший оригинальный сценарий (англ. Best Writing, Story and Screenplay)      | ★ Уильям Людвиг и Соня Левин — «Прерванная мелодия»                                       | ★ Уильям Людвиг и Соня Левин — «Прерванная мелодия»                 |
| Лучший оригинальный сценарий (англ. Best Writing, Story and Screenplay)      | • Милтон Сперлинг и Эммет Лэйвери — «Трибунал Билли Митчелла»                             |                                                                     |
| Лучший оригинальный сценарий (англ. Best Writing, Story and Screenplay)      | • Бетти Комден и Адольф Грин — «Всегда хорошая погода»                                    |                                                                     |
| Лучший оригинальный сценарий (англ. Best Writing, Story and Screenplay)      | • Жак Тати и Анри Марке — «Каникулы господина Юло»                                        |                                                                     |
| Лучший оригинальный сценарий (англ. Best Writing, Story and Screenplay)      | • Мелвилл Шавельзон и Джек Роуз — «Семеро маленьких Фоев»                                 |                                                                     |
| Лучший адаптированный сценарий (англ. Best Writing, Screenplay)              | Пэдди Чаефски                                                                             | ★ Пэдди Чаефски — «Марти»                                           |
| Лучший адаптированный сценарий (англ. Best Writing, Screenplay)              | Пэдди Чаефски                                                                             | • Миллард Кауфман — «Плохой день в Блэк Роке»                       |
| Лучший адаптированный сценарий (англ. Best Writing, Screenplay)              | Пэдди Чаефски                                                                             | • Ричард Брукс — «Школьные джунгли»                                 |
| Лучший адаптированный сценарий (англ. Best Writing, Screenplay)              | Пэдди Чаефски                                                                             | • Пол Осборн — «К востоку от рая»                                   |
| Лучший адаптированный сценарий (англ. Best Writing, Screenplay)              | Пэдди Чаефски                                                                             | • Дэниэл Фукс и Изобель Леннарт — «Люби меня или покинь меня»       |
| Лучший литературный первоисточник (англ. Best Writing, Motion Picture Story) | ★ Дэниэл Фукс — «Люби меня или покинь меня»                                               | ★ Дэниэл Фукс — «Люби меня или покинь меня»                         |
| Лучший литературный первоисточник (англ. Best Writing, Motion Picture Story) | • Джо Коннелли и Боб Мошер — «Частные войны майора Бенсона»                               |                                                                     |
| Лучший литературный первоисточник (англ. Best Writing, Motion Picture Story) | • Николас Рэй — «Бунтарь без причины»                                                     |                                                                     |
| Лучший литературный первоисточник (англ. Best Writing, Motion Picture Story) | • Жан Марсан, Анри Труайя, Жак Перре, Анри Вернёй и Рауль Плокен — «Баран с пятью ногами» |                                                                     |
| Лучший литературный первоисточник (англ. Best Writing, Motion Picture Story) | • Бирн Лэй мл. — «Стратегическое воздушное командование»                                  |                                                                     |

### Другие категории
| Категории                                                        | Лауреаты и номинанты | Лауреаты и номинанты |
| ---------------------------------------------------------------- | --- | --- |
| Лучшая музыка: Саундтрек к драматическому или комедийному фильму | ★ Альфред Ньюман — «Любовь — самая великолепная вещь на свете»                                                                           | ★ Альфред Ньюман — «Любовь — самая великолепная вещь на свете»                                                                   |
| Лучшая музыка: Саундтрек к драматическому или комедийному фильму | • Макс Стайнер — «Боевой клич» | |
| Лучшая музыка: Саундтрек к драматическому или комедийному фильму | • Элмер Бернстайн — «Человек с золотой рукой»                                                                                            | |
| Лучшая музыка: Саундтрек к драматическому или комедийному фильму | • Джордж Данинг — «Пикник» | |
| Лучшая музыка: Саундтрек к драматическому или комедийному фильму | • Алекс Норт — «Татуированная роза» | |
| Лучшая музыка: Саундтрек к музыкальному фильму                   | ★ Роберт Расселл Беннетт, Джей Блэктон и Адольф Дойч — «Оклахома!»                                                                       | ★ Роберт Расселл Беннетт, Джей Блэктон и Адольф Дойч — «Оклахома!»                                                               |
| Лучшая музыка: Саундтрек к музыкальному фильму                   | • Альфред Ньюман — «Длинноногий папочка»                                                                                                 | |
| Лучшая музыка: Саундтрек к музыкальному фильму                   | • Джей Блэктон и Кирил Дж. Мокридж — «Парни и куколки»                                                                                   | |
| Лучшая музыка: Саундтрек к музыкальному фильму                   | • Андре Превин — «Всегда хорошая погода»                                                                                                 | |
| Лучшая музыка: Саундтрек к музыкальному фильму                   | • Перси Фейт и Джордж Столл — «Люби меня или покинь меня»                                                                                | |
| Лучшая песня к фильму                                            | ★ Love Is a Many-Splendored Thing — «Любовь — самая великолепная вещь на свете» — музыка: Сэмми Фэйн, слова: Пол Френсис Уэбстер         | ★ Love Is a Many-Splendored Thing — «Любовь — самая великолепная вещь на свете» — музыка: Сэмми Фэйн, слова: Пол Френсис Уэбстер |
| Лучшая песня к фильму                                            | • I'll Never Stop Loving You — «Люби меня или покинь меня» — музыка: Николас Бродский, слова: Сэмми Кан                                  | |
| Лучшая песня к фильму                                            | • Something's Gotta Give — «Длинноногий папочка» — музыка и слова: Джонни Мёрсер                                                         | |
| Лучшая песня к фильму                                            | • (Love Is) The Tender Trap — «Нежная ловушка» — музыка: Джимми Ван Хэйсен, слова: Сэмми Кан                                             | |
| Лучшая песня к фильму                                            | • Unchained Melody — «Спущенные с цепи» — музыка: Алекс Норт, слова: Хай Зарет                                                           | |
| Лучший монтаж                                                    | ★ Чарльз Нельсон, Уильям А. Лион — «Пикник»                                                                                              | ★ Чарльз Нельсон, Уильям А. Лион — «Пикник»                                                                                      |
| Лучший монтаж                                                    | • Феррис Уэбстер — «Школьные джунгли» | |
| Лучший монтаж                                                    | • Альма Макрори — «Мосты у Токо-Ри» | |
| Лучший монтаж                                                    | • Джин Руджеро, Джордж Бемлер — «Оклахома!»                                                                                              | |
| Лучший монтаж                                                    | • Уоррен Лоу — «Татуированная роза» | |
| Лучшая операторская работа (Чёрно-белый фильм)                   | ★ Джеймс Вонг Хоу — «Татуированная роза»                                                                                                 | ★ Джеймс Вонг Хоу — «Татуированная роза»                                                                                         |
| Лучшая операторская работа (Чёрно-белый фильм)                   | • Расселл Хэрлан — «Школьные джунгли» | |
| Лучшая операторская работа (Чёрно-белый фильм)                   | • Артур Э. Арлинг — «Я буду плакать завтра»                                                                                              | |
| Лучшая операторская работа (Чёрно-белый фильм)                   | • Джозеф Лашелл — «Марти» | |
| Лучшая операторская работа (Чёрно-белый фильм)                   | • Чарльз Лэнг мл. — «Королева пчёл» | |
| Лучшая операторская работа (Цветной фильм)                       | ★ Роберт Бёркс — «Поймать вора» | ★ Роберт Бёркс — «Поймать вора»                                                                                                  |
| Лучшая операторская работа (Цветной фильм)                       | • Гарри Стрэдлинг ст. — «Парни и куколки»                                                                                                | |
| Лучшая операторская работа (Цветной фильм)                       | • Леон Шамрой — «Любовь — самая великолепная вещь на свете»                                                                              | |
| Лучшая операторская работа (Цветной фильм)                       | • Гарольд Липстайн — «Человек по имени Питер»                                                                                            | |
| Лучшая операторская работа (Цветной фильм)                       | • Роберт Л. Сёртис — «Оклахома!» | |
| Лучшая работа художника (Чёрно-белый фильм)                      | ★ Хэл Перейра, Тамби Ларсен (постановщики), Сэм Комер, Артур Крамс (декораторы) — «Татуированная роза»                                   | ★ Хэл Перейра, Тамби Ларсен (постановщики), Сэм Комер, Артур Крамс (декораторы) — «Татуированная роза»                           |
| Лучшая работа художника (Чёрно-белый фильм)                      | • Седрик Гиббонс, Рэндолл Дюэлл (постановщики), Эдвин Б. Уиллис, Генри Грэйс (декораторы) — «Школьные джунгли»                           | |
| Лучшая работа художника (Чёрно-белый фильм)                      | • Седрик Гиббонс, Малкольм Браун (постановщики), Эдвин Б. Уиллис, Хью Хант (декораторы) — «Я буду плакать завтра»                        | |
| Лучшая работа художника (Чёрно-белый фильм)                      | • Джозеф Ч. Райт (постановщик), Даррел Сильвера (декоратор) — «Человек с золотой рукой»                                                  | |
| Лучшая работа художника (Чёрно-белый фильм)                      | • Тед Хаворт, Уолтер М. Симондз (постановщики), Роберт Пристли (декоратор) — «Марти»                                                     | |
| Лучшая работа художника (Цветной фильм)                          | ★ Уильям Флэннери, Джо Мильзнер (постановщики), Роберт Пристли (декоратор) — «Пикник»                                                    | ★ Уильям Флэннери, Джо Мильзнер (постановщики), Роберт Пристли (декоратор) — «Пикник»                                            |
| Лучшая работа художника (Цветной фильм)                          | • Лайл Р. Уилер, Джон ДеКуир (постановщики), Уолтер М. Скотт, Пол С. Фокс (декораторы) — «Длинноногий папочка»                           | |
| Лучшая работа художника (Цветной фильм)                          | • Оливер Смит, Джозеф Ч. Райт (постановщики), Ховард Бристоль (декоратор) — «Парни и куколки»                                            | |
| Лучшая работа художника (Цветной фильм)                          | • Лайл Р. Уилер, Джордж У. Дэвис (постановщики), Уолтер М. Скотт, Джек Стаббс (декораторы) — «Любовь — самая великолепная вещь на свете» | |
| Лучшая работа художника (Цветной фильм)                          | • Хэл Перейра, Дж. МакМиллан Джонсон (постановщики), Сэм Комер, Артур Крамс (декораторы) — «Поймать вора»                                | |
| Лучший дизайн костюмов (Чёрно-белый фильм)                       | ★ Хелен Роуз — «Я буду плакать завтра»                                                                                                   | ★ Хелен Роуз — «Я буду плакать завтра»                                                                                           |
| Лучший дизайн костюмов (Чёрно-белый фильм)                       | • Беатрис Даусон — «Записки Пиквикского клуба»                                                                                           | |
| Лучший дизайн костюмов (Чёрно-белый фильм)                       | • Жан Луи — «Королева пчёл» | |
| Лучший дизайн костюмов (Чёрно-белый фильм)                       | • Эдит Хэд — «Татуированная роза» | |
| Лучший дизайн костюмов (Чёрно-белый фильм)                       | • Тадаото Каиносё — «Сказки туманной луны после дождя»                                                                                   | |
| Лучший дизайн костюмов (Цветной фильм)                           | Чарльз Ле Мэр | ★ Чарльз Ле Мэр — «Любовь — самая великолепная вещь на свете»                                                                    |
| Лучший дизайн костюмов (Цветной фильм)                           | Чарльз Ле Мэр | • Ирен Шарафф — «Парни и куколки»                                                                                                |
| Лучший дизайн костюмов (Цветной фильм)                           | Чарльз Ле Мэр | • Хелен Роуз — «Прерванная мелодия»                                                                                              |
| Лучший дизайн костюмов (Цветной фильм)                           | Чарльз Ле Мэр | • Эдит Хэд — «Поймать вора» |
| Лучший дизайн костюмов (Цветной фильм)                           | Чарльз Ле Мэр | • Чарльз Ле Мэр и Мэри Уиллс — «Королева-девственница»                                                                           |
| Лучший звук                                                      | ★ Фред Хайнс (Todd-AO SSD) — «Оклахома!»                                                                                                 | ★ Фред Хайнс (Todd-AO SSD) — «Оклахома!»                                                                                         |
| Лучший звук                                                      | • Карлтон У. Фолкнер (20th Century-Fox SSD) — «Любовь — самая великолепная вещь на свете»                                                | |
| Лучший звук                                                      | • Уэсли С. Миллер (Metro-Goldwyn-Mayer SSD) — «Люби меня или покинь меня»                                                                | |
| Лучший звук                                                      | • Уильям А. Мюллер (Warner Bros. SSD) — «Мистер Робертс»                                                                                 | |
| Лучший звук                                                      | • Уотсон Джонс (Radio Corporation of America SD) — «Не как чужой»                                                                        | |
| Лучшие спецэффекты                                               | ★ Paramount Studio — «Мосты у Токо-Ри»                                                                                                   | ★ Paramount Studio — «Мосты у Токо-Ри»                                                                                           |
| Лучшие спецэффекты                                               | • Associated British Picture Corporation, Ltd. — «Разрушители плотин»                                                                    | |
| Лучшие спецэффекты                                               | • 20th Century-Fox Studio — «Дожди Ранчипура»                                                                                            | |
| Лучший документальный полнометражный фильм                       | ★ «Непобеждённая» / Helen Keller in Her Story / The Unconquered (продюсер: Нэнси Гамильтон)                                              | ★ «Непобеждённая» / Helen Keller in Her Story / The Unconquered (продюсер: Нэнси Гамильтон)                                      |
| Лучший документальный полнометражный фильм                       | • Crèvecœur (продюсер: Рене Рисашер) | |
| Лучший документальный короткометражный фильм                     | ★ «Люди против Арктики» / Men Against the Arctic (продюсер: Уолт Дисней)                                                                 | ★ «Люди против Арктики» / Men Against the Arctic (продюсер: Уолт Дисней)                                                         |
| Лучший документальный короткометражный фильм                     | • «Битва при Геттисберге» (продюсер: Дор Шэри)                                                                                           | |
| Лучший документальный короткометражный фильм                     | • «Лицо Линкольна» / The Face of Lincoln (продюсер: Вилбур Т. Блюме)                                                                     | |
| Лучший короткометражный фильм, снятый на 1 бобину                | ★ «Город выживания» / Survival City (продюсер: Эдмунд Рээк)                                                                              | ★ «Город выживания» / Survival City (продюсер: Эдмунд Рээк)                                                                      |
| Лучший короткометражный фильм, снятый на 1 бобину                | • / Gadgets Galore (продюсер: Роберт Янгсон)                                                                                             | |
| Лучший короткометражный фильм, снятый на 1 бобину                | • Линия Третьей авеню / 3rd Ave. El (продюсер: Карсон Дэвидсон)                                                                          | |
| Лучший короткометражный фильм, снятый на 1 бобину                | • Три поцелуя / Three Kisses (продюсер: Джастин Херман)                                                                                  | |
| Лучший короткометражный фильм, снятый на 2 бобины                | ★ «Лицо Линкольна» / The Face of Lincoln (продюсер: Вилбур Т. Блюме)                                                                     | ★ «Лицо Линкольна» / The Face of Lincoln (продюсер: Вилбур Т. Блюме)                                                             |
| Лучший короткометражный фильм, снятый на 2 бобины                | • Битва при Геттисберге (продюсер: Дор Шэри)                                                                                             | |
| Лучший короткометражный фильм, снятый на 2 бобины                | • На двенадцатый день… / On the Twelfth Day... (продюсер: Джордж К. Артур)                                                               | |
| Лучший короткометражный фильм, снятый на 2 бобины                | • Швейцария / Switzerland (продюсер: Уолт Дисней)                                                                                        | |
| Лучший короткометражный фильм, снятый на 2 бобины                | • 24 Hour Alert (продюсер: Седрик Френсис)                                                                                               | |
| Лучший короткометражный фильм (мультипликация)                   | ★ «Быстрый Гонзалес» / Speedy Gonzales (продюсер: Эдвард Селзер)                                                                         | ★ «Быстрый Гонзалес» / Speedy Gonzales (продюсер: Эдвард Селзер)                                                                 |
| Лучший короткометражный фильм (мультипликация)                   | • Завещание человечеству / Good Will to Men (продюсеры: Фред Куимби, Уильям Ханна и Джозеф Барбера)                                      | |
| Лучший короткометражный фильм (мультипликация)                   | • Легенда Рокабей Пойнта / The Legend of Rockabye Point (продюсер: Уолтер Ланц)                                                          | |
| Лучший короткометражный фильм (мультипликация)                   | • Охотиться запрещено / No Hunting (продюсер: Уолт Дисней)                                                                               | |

### Специальная награда
| Почётная награда за лучший фильм на иностранном языке | • «Самурай: Путь воина» (Япония) — лучшему фильму на иностранном языке, впервые показанному в США в 1955 году. |